# Giorgio Cataldi
Giorgio Cataldi (...) è un attore italiano scoperto da Pier Paolo Pasolini e apparso nei due film Salò o le 120 giornate di Sodoma dello stesso Pasolini nel 1975, e La ragazza alla pari di Mino Guerrini l'anno successivo.

## Biografia
Di Cataldi non si hanno molte notizie. Si sa che era un amico di Pier Paolo Pasolini, abitante di borgata che avrebbe dovuto fare la parte di "accattone" al posto di Franco Citti, cosa che poi non si fece perché era all'epoca detenuto. Quindici anni dopo Pasolini lo scelse per interpretare l'apatico, spietato e lunatico monsignore nel film Salò o le 120 giornate di Sodoma del 1975. Prese poi parte all'erotico La ragazza alla pari (1976) di Mino Guerrini, dove ancora interpreta un uomo con particolare propensione verso i piaceri carnali. 
Precedentemente, vendeva vestiti in una borgata di Roma, e fu lì che avvenne il suo primo incontro con Pasolini. Malgrado non avesse alcuna esperienza cinematografica, Cataldi riuscì tranquillamente a reggere il ruolo. Nel film di Pasolini, infatti, recitò la sua parte – poi doppiata dal poeta Giorgio Caproni – senza particolari problemi. Dopo aver recitato nel suo secondo e ultimo film, Cataldi sparì completamente dal mondo del cinema, e ritornò così alla vita privata continuando la sua attività di commerciante.

## Filmografia
- Salò o le 120 giornate di Sodoma, regia di Pier Paolo Pasolini (1975)
- La ragazza alla pari, regia di Mino Guerrini (1976)